# Grammonota culebra
Grammonota culebra är en spindelart som beskrevs av Müller och Stefan Heimer 1991. Grammonota culebra ingår i släktet Grammonota och familjen täckvävarspindlar.
Artens utbredningsområde är Colombia. Inga underarter finns listade i Catalogue of Life.